# 湖北恩施学院
湖北恩施学院，是位于湖北省恩施市的一所民办普通高等学校。该院由恩施州常青教育发展有限责任公司全资持有。

## 历史
2003年，湖北民族学院科技学院成立，是由湖北民族大学举办面向全国招生的独立院校。与湖北民族大学教育教学资源共享。学院现有在校学生一万余人。开设了29个本科专业、15个专科专业以及本科民族班、本科民族预科班。校址位于湖北省恩施市。2018年12月，湖北民族学院更名为湖北民族大学，该院遂更名为湖北民族大学科技学院。
2020年10月14日，湖北省教育厅发布公示，拟申报湖北民族大学科技学院转设为民办本科高校。2020年12月24日，教育部发展规划司发布《关于拟同意设置本科高等学校的公示》，拟定同意湖北民族大学科技学院转设为民办普通高等学校湖北恩施学院。2021年2月2日，经中华人民共和国教育部批准，原属湖北民族大学管理的独立学院湖北民族大学科技学院脱离该校管理，并转设为民办普通高等学校湖北恩施学院，由恩施自治州常青教育发展有限责任公司全资持有。